# Myrothecium tongaense
Myrothecium tongaense är en svampart som beskrevs av W.B. Kendr., DiCosmo & Michaelides 1980. Myrothecium tongaense ingår i släktet Myrothecium, ordningen köttkärnsvampar, klassen Sordariomycetes, divisionen sporsäcksvampar och riket svampar.   Inga underarter finns listade i Catalogue of Life.